# Foo Fighters: Sonic Highways
A Sonic Highways egy amerikai HBO dokumentum-sorozat, amit Dave Grohl rendezett. A sorozat a Foo Fighters nyolcadik stúdióalbuma, a Sonic Highways rögzítésével párhuzamosan készült.
A sorozat 2014. október 17-én, a HBO csatornán debütált a Chicago zenei múltjáról szóló epizóddal.

## Előélet
Grohl 2013-as Sound City dokumentumfilmjének sikere után a Billboard-nak elmondta, egy hasonló dolog készítése érdekelné őt. Dave Grohl a következőt mondta: "A Sound City elkészítése után rádöbbentem, hogy a zene és a dokumentumfilm párosítása jól működik, mert a történetek tartalmat és mélységet adnak a dalnak, ami egy erősebb emocionális kapcsolatot hoz létre. Tehát azt gondoltam, még egyszer meg akarom csinálni ezt, de ahelyett, hogy besétálok egy stúdióba és elmondom a történetét, Amerika szerte szeretnék utazni, és elmondani történetét.".
2014. május 15-én bejelentették, hogy a nyolcadik stúdióalbumukat 2014 őszén adják majd ki, valamint azt, hogy a Foo Fighters egy HBO televíziós sorozattal szeretné megörökíteni az albumot és a zenekar 20. évfordulóját. Az album mindegyik dala más városban lett rögzítve, mindegyik dalon egy “helyi legenda” játszik, és a dalszövegeket pedig a ”tapasztalatok, interjúk és a folyamatban részt vevő személyiségek” inspirálták.
2014. május 31-én egy 20 másodperces beharangozó videó került fel a YouTube-ra. 2014. augusztus 21-én egy 3 perc 3 másodperces bemutató videót töltöttek fel a weboldalra, ami a sorozatban részt vevő interjúalanyok nagy részét mutatta be.

## Ismertető
A sorozat nyolc epizódjában a Foo Fighters nyolc legendás stúdióba utazik Amerikai Egyesült Államok-szerte, hogy elkészítsék és rögzítsék új albumukat. A városok Chicago, Austin, Nashville, Los Angeles, Seattle, New Orleans, Washington, és New York. A stúdiók között ott van Steve Albini Electrical Audio stúdiója Chicago-ban, a Rancho de la Luna Kaliforniában, a Robert Lang Studios Seattle-ben és az Inner Ear Studios is.
Mindegyik epizód interjúkat tartalmaz azokkal művészekkel, akik valamilyen módon csatlakoznak az adott stúdióhoz, vagy nagy befolyással voltak az adott város zenei kultúrájára. Közöttük van Dolly Parton, Ian MacKaye (Minor Threat), Fugazi, Paul Stanley (Kiss), Joe Walsh (Eagles), Nancy Wilson (Heart), Rick Nielsen (Cheap Trick), Zac Brown és Gary Clark Jr. is. A Foo Fighters a Preservation Hall Jazz Band jazz-zenekarral is együttműködött New Orleansban, ennek köszönhetően egy élő koncertet is adtak Trombone Shorty zenésszel. Minden epizód egy, a helyszínen rögzített dalból való idézettel indul és a dal videóklipjével zárul, amiben a dalszöveg a háttérben jelenik meg.

## Epizódok
| # | Cím             | Premier            |
| --- | --------------- | ------------------ |
| 1. | Chicago         | 2014. október 17.  |
| Chicago több zenekar és zenész mekkája: Cheap Trick, Etta James, Smashing Pumpkins, Herbie Hancock, Chicago és Kanye West. Ez az epizód bemutatja Chicago zenei krónikáját Buddy Guy és Muddy Waters '50-es és '60-as évekbeli blues zenéjétől, az alapvetően középnyugati Cheap Trick zenekar '70-es évekbeli rockzenéjén és a '80-as évek punk rock zenéjén keresztül egészen a Naked Raygun zenekarig. Az Electrical Audio stúdióban Dave Grohl és a Foo Fighters találkozik a stúdió tulajdonosával, Steve Albini-val, aki a Nirvana harmadik stúdióalbumának, az In Utero producere. A Foo Fighters Rick Nielsen (Cheap Trick) közreműködésével rögzíti a Something from Nothing c. számot, az album nyitódalát. |                 |                    |
| 2. | Washington D.C. | 2014. október 24.  |
| Starland Vocal Band, Marvin Gaye, Duke Ellington, Nils Lofgren, Chuck Brown, Henry Rollins, Fugazi és Trouble Funk mind Washington-ból származnak. A '70-es évek elején a go-go zenei stílus terjedt el itt, és azóta is egy helyi divat maradt. Dave Grohl leül Big Tony Fisher-rel (Trouble Funk), hogy a go-go stílusról beszéljenek. Dave a stílus vitathatatlan keresztapjával, Chuck Brown-nal fedezi fel a stílus gyökereit. Dave az Inner Ear Studios tulajdonosával, Don Zientara-val is beszélget, akiről Grohl azt mondta, hogy ő "készítette a fiatalságom zenéjét". Beszél még a Bad Brains punk-zenekar tagjaival, Ian MacKaye-el (Teen Idles), a Minor Threat zenekarral és a Fugazi-val - ezek mind vettek fel hanganyagot az Inner Ear stúdióban, és a Washington-i zenei élet részesei voltak. A Foo Fighters a The Feast and the Famine számot rögzíti. |                 |                    |
| 3. | Nashville       | 2014. október 31.  |
| A zenekar Nashville-be utazik. Dave a következő személyekkel beszéli meg Nashville zenei múltját és befolyását: Dolly Parton, Tony Joe White, Steve Earle, Willie Nelson, Emmylou Harris és Tony Brown (producer). A Foo Fighters a Congregation c. számot Zac Brown country-zenésszel, az ő stúdiójában, a Southern Ground stúdióban rögzítik. |                 |                    |
| 4. | Austin          | 2014. november 7.  |
| A Foo Fighters Gary Clark Jr. társaságában a What Did I Do? / God As My Witness c. szám rögzítésére készül az Austin City Limits stúdiójában. Dave az Austin City Limits vezető producerével, Terry Lickona-val beszélget. Austin zenei múltját vizsgálja, miközben a következőkkel készít interjút: Billy Gibbons (ZZ Top), Roky Erickson (13th Floor Elevators). |                 |                    |
| 5. | Los Angeles     | 2014. november 14. |
| A téma Los Angeles zenei múltja. Dave meglátogatja Rodney Bingenheimer-t, Pat Smear felidézi a Germs zenekarban eltöltött időt. A Foo Fighters a sivatagban, a Rancho de la Luna stúdióban rögzíti Outside c. számát, amiben Joe Walsh (Eagles) gitáros egy szólót játszik. |                 |                    |
| 6. | New Orleans     | 2014. november 21. |
| Dave Dr. John, Allen Toussaint és Cyril Neville társaságában beszéli meg New Orleans zenei történelmét. A zenekar a Preservation Hall-ban, a Preservation Hall Jazz Band-del rögzíti In the Clear c. számát. |                 |                    |
| 7. | Seattle         | 2014. november 28. |
| Miközben a Foo Fighters Ben Gibbard társaságában, a Robert Lang Studios stúdióban készül Subterranean c. számának rögzítésére, Dave visszatér grungezenei gyökereihez: feltárja Seattle zenei múltját. Beszélget a következőkkel: Barrett Jones, Duff McKagan (Guns N’ Roses), Robert Lang, Bruce Pavitt. |                 |                    |
| 8. | New York        | 2014. december 5.  |
| Dave felidézi New York zenei múltját. Beszélget a következőkkel: Paul Stanley, Jimmy Iovine, Nora Guthrie, Thurston Moore, Chuck D, LL Cool J, Mike D, Rick Rubin és Barack Obama. A Foo Fighters a The Magic Shop stúdióban rögzíti az I am a River c. számot. |                 |                    |

## Díjak és elismerések
| Év   | Díj        | Díj                                                           | Eredmény |
| ---- | ---------- | ------------------------------------------------------------- | -------- |
| 2015 | Emmy-díj   | Outstanding Sound Editing                                     | Elnyerte |
| 2015 | Emmy-díj   | Outstanding Sound Mixing for Nonfiction Programming           | Elnyerte |
| 2015 | Emmy-díj   | Outstanding Informational Series or Special                   | Jelölve  |
| 2015 | Emmy-díj   | Outstanding Directing for Nonfiction Programming (Dave Grohl) | Jelölve  |
| 2016 | Grammy-díj | Grammy Award for Best Music Film                              | Jelölve  |

## Fordítás
- Ez a szócikk részben vagy egészben  a   Foo Fighters: Sonic Highways című angol Wikipédia-szócikk fordításán alapul.  Az eredeti cikk szerkesztőit annak laptörténete sorolja fel. Ez a jelzés csupán a megfogalmazás eredetét és a szerzői jogokat jelzi, nem szolgál a cikkben szereplő információk forrásmegjelöléseként.